# Annecy FC
Football Club d'Annecy – francuski klub piłkarski z siedzibą w Annecy.

## Historia
Football Club d'Annecy został założony w 1927 roku. Przez wiele lat klub występował w niższych klasach rozgrywkowych. W 1970 roku klub po raz pierwszy awansował do Division 3. Po trzech latach klub spadł do ligi lokalnej.
Na trzeci poziom ligowy klub powrócił w 1984 roku. W 1988 roku klub po raz pierwszy w historii awansował do Division 2. Pobyt na zapleczu francuskiej ekstraklasy trwał pięć lat. Po spadku klub stracił status profesjonalny i został zdegradowany do niższych klas. Klub zmienił nazwę na Annecy Football Club w 1993. Do pierwotnej nazwy Football Club d'Annecy, powrócił w 2013. Obecnie Annecy występuje w Ligue 2.

## Sukcesy
- 6 sezonów w Division 2: 1988–1993; 2022–.

## Reprezentanci kraju grający w klubie
- Raoul Diagne

## Trenerzy klubu
- Stanislas Golinski (1962-1964)
- Léon Glovacki (1968–1969)
- Stanislas Golinski (1969-1971)
- Guy Stéphan (1989-1992)